# Južnoromanski jezici
Južnoromanski jezici, južna skupina romanskih jezika koji su rasprostranjeni na Korzici u Francuskoj i Sardiniji u Italiji. Sastoji se od dvije glavne podskupine to su Korzički jezici koja obuhvaća istoimeni i jedini korzički jezik kojim se služi oko 402,000 Korzikanaca. Ima četiri dijalekta. Drugu podskupinu čine Sardinski jezici kojima govore 4 sardinske etničke zajednice: Logudorci, Kampidanci, Galurezi i Sasarezi, viz.:
a) logudorski, 1,500,000 govornika (1977 M. Ibba, Rutgers University) i središnjoj Sardiniji, 4 dijalekta;
b) kampidanski jezik, s 345,180 govornika (2000 WCD), devet dijalekata, na jugu Sardinije
c) sasarski jezik, nepoznat broj govornika, sjeverozapadna Sardinija;
d) galurski jezik, sjeveroistočna Sardinija, nepoznat broj govornika.
Članovi etničke grupe Sarda njih 174,000 (2008), danas govore talijanski.

## Vanjske poveznice
- Ethnologue (14th)
- Ethnologue (15th)